# Dominique Baffier
Dominique Baffier est une archéologue préhistorienne française, spécialiste de l'art pariétal paléolithique. Connue par son étude des peintures de la Grande grotte d'Arcy-sur-Cure, elle a été conservatrice de la grotte Chauvet de 2000 à janvier 2014.

## Biographie
Elle se forme à l'École du Louvre et à la Sorbonne. Élève d'André Leroi-Gourhan, elle entre en 1973 au CNRS et participe aux fouilles du site magdalénien de Pincevent.
À la suite de la découverte en avril 1990 des peintures pariétales de la Grande grotte à Arcy-sur-Cure, elle est depuis 1991 codirectrice avec Michel Girard de la recherche sur les grottes d'Arcy.
Elle fait ensuite partie de l'équipe scientifique qui étudie la grotte Chauvet sous la direction de Jean Clottes. En 2000, mise par le CNRS à la disposition du ministère de la Culture, elle est nommée conservatrice de la grotte Chauvet. Elle est chargée de surveiller les travaux d'aménagement interne, de veiller, en liaison avec le laboratoire de Moulis du CNRS et le laboratoire de recherche des monuments historiques, à la préservation des peintures par le maintien de l'équilibre du milieu ambiant, de donner les autorisations de visites, d'assurer l'interface avec les partenaires institutionnels et de communiquer en direction du grand public. Elle participe également activement au projet d’espace de restitution de la grotte Chauvet lancé par le conseil général de l’Ardèche, le conseil régional de Rhône-Alpes et l’État. Sous sa direction, la grotte Chauvet est inscrite au patrimoine mondial de l'Unesco en 2014. Elle quitte le poste de conservateur de la grotte Chauvet en janvier 2014, remplacée aujourd'hui par Marie Bardisa.
Elle est officière de l'ordre national du Mérite et médaille d'or du ministère de la jeunesse et des sports.

## Publications
- [Baffier & Girard 1998] Dominique Baffier et Michel Girard, Les cavernes d'Arcy-sur-Cure, Paris, La Maison des Roches, 1998, 120 p. (ISBN 2-912691-02-8, lire en ligne) et en PDF.
- [1999] Les Derniers Néandertaliens : le Châtelperronien, Paris, la Maison des roches, coll. « Histoire de la France prehistorique -36 000 à -3 000 ans », 1999, 128 p., sur gallica (ISBN 2-912691-04-4, présentation en ligne, lire en ligne).
- [2000] Préhistoire : les grottes peintes, Toulouse, Le Pérégrinateur, 2000 (ISBN 2-910352-27-7).
- [Baffier et al. 2015] Dominique Baffier, Pierre Bodu, Nelly Connet et Harald Floss, chap. 6 « Le Paléolithique supérieur », dans Rémi Martineau, Yves Pautrat & Olivier Lemercier, La Préhistoire en Bourgogne - état des connaissances et bilan 1994-2005, ARTEHIS Éd., coll. « Revue archéologique de l'Est » (no 39 (suppl.)), 2015, sur books.openedition.org (lire en ligne), p. 89-120.